# Весна в Москве
«Весна в Москве» — фильм по спектаклю ленинградского Нового театра (режиссёр Николай Акимов, по пьесе Виктора Гусева) о жизни советской молодёжи.

## Сюжет
Молодой историк Надежда Коврова, блистательно завершив первую работу о 1812 годе, отвернувшись от друзей, сразу же пишет следующую. Её постигает неудача. Тяжело пережив своё поражение, героиня находит поддержку у коллектива.

## В ролях
- Галина Короткевич — Надежда Коврова
- Владимир Петров — Михаил Гаранин
- Юрий Бубликов — Яша
- Анатолий Кузнецов — Крылов
- Владимир Таскин — академик Петров / Рыбкин
- Лев Шостак — доцент Здобнов
- Анатолий Абрамов — комендант общежития
- Георгий Анчиц — Суздальцев
- Александра Тришко — тётя Маша
- Сабина Суйковская — дама
- Игорь Михайлов — Соловей первый
- Всеволод Кузнецов — Соловей второй
- Виктор Бирцев — Соловей третий
- Людмила Пономарёва — Катя
- Николай Лукинов — милиционер

## Съёмочная группа
- Автор пьесы: Виктор Гусев
- Авторы сценария и режиссёры:
  - Надежда Кошеверова
  - Иосиф Хейфиц
- Операторы: Вениамин Левитин, Сергей Иванов
- Художник-постановщик: Семён Малкин
- Композитор: Алексей Животов
- Звукорежиссёр: Александр Беккер